# NGC 5743
NGC 5743 este o emission-line galaxy⁠(d) situată în constelația Balanța. A fost descoperită în 3 iunie 1885 de către Francis Leavenworth. Se află la o distanță de 59,7 de megaparseci de Pământ.